# Émile Chaperon
Pour les articles homonymes, voir Chaperon.
Émile Chaperon, né à Paris le 17 mars 1868 et mort à Confolens le 26 septembre 1946, est un peintre et décorateur français.

## Biographie
Fils et élève de Philippe Chaperon, frère d'Eugène Chaperon, il expose au Salon des artistes français de 1910-1911, 1913-1914 et 1928 des Intérieurs d'églises. Il prend part aussi au Salon d'hiver, au Salon de l'école française et au Salon des indépendants (1929). 
On lui doit par ailleurs des décorations pour les théâtres de l'Opéra, Français et de l'Odéon.